# София Шлезвиг-Гольштейн-Готторпская
София Шлезвиг-Гольштейн-Готторпская (нем. Sophia von Schleswig-Holstein-Gottorf; 1 июня 1569, Готторп — 14 ноября 1634, Шверин) — в 1603—1608 годах фактическая правительница герцогства Мекленбург-Шверин.

## Биография
София — старшая дочь герцога Адольфа Шлезвиг-Гольштейн-Готторпского и его супруги Кристины Гессенской. 17 февраля 1588 года в Райнбеке она вышла замуж за герцога Мекленбурга Иоганна VII. Иоганн был слабым правителем, не справлявшимся с властью в своей обременённой долгами и погрязшей в коррупции стране. София жила почти в бедности. В 1592 году её супруг заколол себя семью ударами ножа, и бразды правления в качестве регента взял на себя Ульрих Мекленбургский. София выехала в свои пожизненные вдовьи владения в Любц, а страна при Ульрихе продолжала разрушаться.
София управляла своими вдовьими владениями, амтами Рена и Виттенбург очень осмотрительно, экономно и тщательно. После смерти Ульриха в 1603 году герцог Карл I Мекленбургский получил регентство в Мекленбург-Шверине и поручил Софии управлять наследством своих сыновей. Она активно стала работать над улучшением ситуации, сложившейся при прежних правителях. В 1608 году герцог Карл предложил императору объявить старшего сына Софии совершеннолетним. Сыновья Софии вскоре отстранились от своей матери, и при них продолжилось экономическое разложение страны, которую их мать начала приводить в порядок.
Вдовствующая герцогиня опять вернулась в Любц. Неприкосновенность её вдовьих владений гарантировал Валленштейн, даже выгнав из Мекленбурга её сыновей в 1628 году. Похоронена в городской церкви Любца.
От Софии произошли обе великогерцогские ветви Мекленбург-Шверина и Мекленбург-Стрелица.

## Потомки
- Адольф Фридрих I (1588—1658), герцог Мекленбург-Шверина в 1592—1628 и 1631—1658 годах, женат на Анне Марии Ост-Фрисландской, затем на Марии Екатерине Брауншвейг-Данненбергской
- Иоганн Альбрехт II (1590—1636), герцог Мекленбург-Гюстрова в 1610—1628 и 1631—1636 годах
- Анна София Мекленбургская (1591—1648), замужем не была, детей не имела.